# ХК Академика (София)
КХК „Академика“ е професионален клуб по хокей на лед от София, България.
Отборът е ставал 2 пъти шампион на България и е бил 4 пъти носител на купата на България. Играе домакинските си срещи в Зимния дворец на спорта в София. Цветовете на клуба са небесносиньо и черно.

## История
КХК „Академика“ (София) е основан през 1949 г. под името „Академик“. На столичното първенство през 1950 г. „студентите“ стават първенци. По това време е много трудно да се говори за организиран хокей, тъй като спортът е изцяло зависим от времето. Липсата на изкуствени пързалки и климатичните условия дори не позволяват да се организират редовни първенства. Това кара група ентусиасти през 1952 г. да се качат в подножието на хижа Мусала, където на едно от рилските езера да поставят началото на организираните първенства. Отборът на „Академик“, се нарежда на трето място.
През 1956 г. съставът, се нарежда на второ място, като загуби единствено от „Червено знаме“. Поради липса на студено време следващото първенство се провежда през 1958 г., където студентите са отново втори.
През 1960 г. с построяването на изкуствената пързалка на стадион Дружба се отваря нова страница на хокея. В първенствата започват да участват шест и повече отбори. В шампионата за 1963 г. студентите са трети. Бързата професионализация прави развитието му в студентска среда доста трудно. И все пак благодарение на министъра на просветата Ганчо Ганев, председателят на секцията Андрей Кожухаров, ректорът на Пражкия спортен институт проф. Кучера и МСС, в София пристигат Ян Длоухи и Иржи Кохаут, които стават студенти във ВИФ и подсилват отбора. По това време е организирана бе първата лагер-школа на отбора в Банска Бистрица. Създават се предпоставки за доближаване до първите, вече професионалисти, и „Академик“ печели бронзовите медали през 1969 г. В следващите години само още веднъж - през 1973 г. „студентите“ станват вицешампиони и два пъти - през 1980 и 1983 г. стигат до бронзовите медали. След цели петнадесет години през 1998 г. „Академик“ отново успява да спечели сребърните медали и в следващите три първенства завършва на трето място. През 2006 и 2007 г. „студентите“ вече под името „Академика“ успяват на два пъти да станат шампиони на страната, побеждавайки Славия и Левски.

## Шампионат
ХК „Академика“ се състезава в А група на държавното първенство за мъже.

## Успехи
Шампион на България: – 2 пъти
- 2006, 2007 г.

Вицешампион: – 4 пъти
- 1956, 1958, 1973, 1998 г.

Носител на купата на България – 4 пъти
- 1955, 1998, 2006, 2007 г.

## Известни хокеисти
- Стоян Коларов
- Валентин Калев
- Иван Марковски
- Любомир Нончев
- Александър Михайлов
- Ангел Ангелов
- Ромео Антов
- Конрад Павловски
- Александър Налбантов
- Владимир Алексиев
- Димитър Тошков
- Димитър Димитров - Джо
- Димитър Димитров - Пики
- Иван Рашков
- Иван Венциславов
- Спас Дагоров,
- Тео Ризов
- Никола Иванов
- Ивайло Калев
- Кирил Симеонов
- Иван Янков
- Димитър Андреев
- Цветан Тaшков
- Дамян Дамянов
- Славчо Давидов
- Валентин Кънев
- Стоян Бъчваров
- Симеон Радков-

боксера* Йовко Терзиев
- Пламен Веселинов
- Антон Братанов
- Цветан Михайлов
- Ангел Стумбов
- Юлиян Златев
- Константин Михайлов
- Кирил Петров
- Иван Савов-Джони